# Atrichopogon oezbeki
Atrichopogon oezbeki är en tvåvingeart som beskrevs av Dils och Ozbek 2006. Atrichopogon oezbeki ingår i släktet Atrichopogon och familjen svidknott.
Artens utbredningsområde är Turkiet. Inga underarter finns listade i Catalogue of Life.